# Frederik Anker Heegaard
Frederik Poul Johannes Anker Heegaard (født 1. maj 1946 i København, død 27. maj 2024) var en dansk erhvervsleder, iværksætter og bestyrelsesformand.
Frederik Anker Heegaard blev student fra Metropolitanskolen i 1965 og blev efterfølgende uddannet i samfundsfag og historie fra Københavns Universitet i 1970.
I 1968 grundlagde han feriehusudlejningsvirksomheden Novasol, som han efter etablering af datterselskaber i blandt andet Tyskland, Norge, Sverige og Polen solgte i 2001 til kapitalfonden Polaris. Da var virksomheden verdens største i branchen med 50.000 ferieboliger i 20 lande.
Fra 2002 til 2011 var han hovedaktionær og næstformand for bestyrelsen for Netdoktor. 
I 2002 stiftede han Nørrebro Bryghus og i 2006 flyseselskabet Jet Time. Fra 2007 var han hovedaktionær og formand for bestyrelsen for Baldersbrønde Bryggeri og fra 2009 ditto for Fanø Bryghus. Han var desuden medejer og næstformand for Lyngby Boldklub og direktør for Friends og Lyngby, begge fra 2018.
Derudover egnagerede han sig i flere af turismens organisationer. Fra 1977 til 2001 var han bestyrelsesmedlem i Feriehusudlejernes Brancheforening og formand fra 1997 til 2001. Fra 1997 til 2001 var han formand for Turismens Fællesråd og fra 1998 til 2001 næstformand for Danmarks Turistråd.